# Karl von Fischer
Karl von Fischer (Mannheim, 19 settembre 1782 – Monaco di Baviera, 11 febbraio 1820) è stato un architetto tedesco.

## Opere
- Nationaltheater (Monaco di Baviera)